# Soul Eater
Soul Eater (ソウルイーター, Sōru Ītā, pronúncia japonesa do inglês soul eater, lit. devorador de alma) é uma série de mangá escrita e ilustrada por Atsushi Okubo. Foi publicada na revista mensal Shonen Gangan, a mesma que publicou Fullmetal Alchemist; e alcançou grande sucesso, tanto no Japão quanto no exterior. O anime foi produzido pelo estúdio Bones e estreou em março de 2008 na TV Tokyo; e possui 51 episódios. O mangá e a série animada exploram aventuras em um universo sobrenatural.

## História
O anime/mangá conta a história de uma escola fictícia chamada Shibusen, localizada no estado americano de Nevada, criada para eliminar os Ovos de Kishins, que são seres que usam a alma de humanos (em geral devorando-as) para se tornarem mais poderosos; e as bruxas que vivem aterrorizando o mundo. Geralmente, bruxas são muito poderosas. Os encarregados de eliminar esses seres são os artesãos, que além de eliminar os Kishins, devem ajudar suas armas a se tornarem armas de Shinigami (Diretor e criador da Shibusen), para que ele a use como sua própria arma. Os artesãos devem fazer suas armas devorarem 99 ovos de Kishin e uma alma de bruxa, para se tornarem armas da morte ou armas de Shinigami. O anime/manga tem início com três prólogos, onde cada um conta a história dos personagens principais: Maka Albarn (artesã de foice) e Soul Eater Evans (foice, parceiro da Maka); Black Star (artesão assassino), Tsubaki Nakatsukasa (arma de Black Star, pode se transformar em diversas armas diferentes); Death the Kid que e portador de transtorno obsessivo compulsivo(filho do Shinigami-sama; artesão de armas); e Patti Thompson e Lizzy Thompson (armas de Death the Kid, transformam-se em pistolas). O anime acabou em março de 2009 com 51 episódios; e o mangá, em agosto de 2013 (com rumos diferentes).

## Bruxas
As bruxas (魔女, majo) são seres poderosos e os inimigos naturais da Shibusen; e quase todas elas têm uma natureza destrutiva. A maioria das bruxas de destaque na série são baseadas em um animal diferente; e suas características, suas personalidades, estilos de luta e feitiços são em função desse animal.

### Instinto destrutivo
Este é um termo usado para se referir ao instinto destrutivo que ocorre naturalmente em uma bruxa e sua magia. Quase todas as bruxas são influenciados por essa natureza, mas existem algumas exceções. Quando pequena, a magia de uma bruxa ainda não é plenamente desenvolvida e assim a influência da magia ainda tem de tomar posse, mas à medida que envelhecem e os seus poderes desenvolvem, este instinto destrutivo fortalece. Mas raramente essa natureza destrutiva não reage à bruxa, como acontece em Kim Diehl.

### Mantras
Em Soul Eater, para fazer uso de certas magias, como é demonstrado inicialmente na série, as bruxas contam com um mantra, ou uma fórmula mágica específica para um ataque, assim realizando a habilidade desejada. Cada bruxo tem seu próprio mantra, geralmente em função do seu animal, por exemplo no caso da Medusa Gorgon que usa "Nake, Snake, Cobra, Cobabara" seguido pelo nome do feitiço que ela usa, como o "Vector Arrow".
No entanto, apesar das várias instâncias que seguem esse sistema de seleção de elenco mágico, aparentemente não é uma exigência para todas as bruxas tanto como Aracne e Mizune são notáveis para a ausência de tal declaração, mesmo que ambos usaram magia várias vezes ao longo da série.

### Habilidades
Cada bruxo tem suas próprias habilidades que são únicas, como o tema dos animais. No entanto, todas as bruxas tem algumas habilidades em comum:
- Soul Protect: Como o comprimento de onda bruxas alma pode ser facilmente distinguida por meisters treinados, eles desenvolveram um encantamento chamado "soul protect", que esconde sua presença, mas torna-os incapazes de usar seus poderes a menos que o encantamento seja quebrado.
- Voo: A maioria, senão todas, as bruxas têm a habilidade de voar. Isto feito, simplesmente flutuando no ar, ou voando em uma vassoura.
- Flexibilidade Espiritual: Tem havido casos em que as bruxas têm uma compreensão elevada de comprimentos de onda da alma - o suficiente para que possam quebrar a sua alma em fragmentos pequenos e reforma em devido tempo, como emulado por ambas Medusa e Aracne.
- Capacidade Shokunin: Embora seja improvável uma bruxa fazer parceria com uma arma devido a brigas entre elas e Shibusen, é viável para uma bruxa usar uma arma. Kim Diehl, por exemplo, é um meister lâmpada.
- Longevidade: Bruxas, pelo menos as poderosas, parecem ter a expectativa de vida incrivelmente longa. Medusa é conhecida por ter sido viva 800 anos antes do início da série. Mesmo depois de oito séculos, Medusa ainda tem a aparência de uma mulher jovem. Ambos Risa e Arisa confirmou que as bruxas têm uma vida mais longa e assim ser mais jovens.

### Missa Bruxa
Missa Bruxa é o nome usado para se referir ao encontro de um grande número de bruxas, conduzido sob a autoridade da rainha bruxa atual, Mabaa-sama. Pouco foi revelado sobre a exata natureza e propósito destes acontecimentos, mas esses encontros são considerados sagrados para a maioria dos membros e é visto como uma grande vergonha ter um outsider (não-bruxo) acompanhado por um membro.
Cada Missa termina com a frase "Joma Joma Dabarasa" (para trás para frente "Majo Majo Sarabada", que é "Bruxa, bruxa, adeus" em português). Primeiro quem diz é a líder, depois os participantes.

### Caça
A caça das bruxas é permitida em Soul Eater. Para uma Arma demoniaca se tornar uma Death Scythe, a arma tem que comer noventa e nove Ovos de Kishins, e uma alma de Bruxas. A alma de bruxa é a mais difícil de todas, e muitas armas e Shokunins perdem suas vidas quando tentam.
Caso a arma coma os noventa e nove almas de Kishin, e uma alma extra, que não seja de uma bruxa, as noventa e nova almas são anuladas, ou seja, a busca irá reiniciar. Um exemplo, no primeiro episódio, Soul Eater come seu ultima alma de Kishin. Mas ele perde todas as Noventa e Nove por ter comido uma das almas de Blair (por ser uma gata, tem 7 vidas), já que esta não é uma bruxa, Soul precisa recomeçar a caçada.

## Aberturas e encerramentos

### Soul Eater
Aberturas
1° Abertura - Resonance, por T.M. Revolution
- (Episódios 1-30)

2° Abertura - PaperMoon, por Tommy Heavenly6
- (Episódios 31-50)

A reexibição do anime trouxe duas novas aberturas: Counter Identity, por Unison Square Garden e Ai ga Hoshii yo, por Shion Tsuji.
Encerramentos
1° Encerramento - I wanna be, por Stance punks
- (Episódios 1-13 e 51)

2° Encerramento - Style, por Nishino Kana
- (Episódios 14-26)

3° Encerramento - Bakusou Yume Uta, por Diggy-MO
- (Episódios 27-39)

4° Encerramento - Strength, por abingdon boys school
- (Episódios 40-50)

A reexibição do anime trouxe dois novos encerramentos: Ao no Kaori, por Yui Makino e Northern Lights, por How Merry Marry.

### Soul Eater Not
Abertura - Monochrome, por Dancing Dolls
Encerramento - Yuugure Happy Go, por Haruka Chisuga, Aoi Yuuki e Saori Hayami.

## O mangá no Brasil
O mangá Soul Eater foi publicado no Brasil pela Editora JBC entre 2012 e 2014 em 25 volumes no formato tankobon. O spin-off Soul Eater Not também foi publicado pela Editora JBC. Uma nova publicação está prevista para o segundo semestre de 2021 em um novo formato, compilando a história em 17 volumes baseado na versão japonesa denominada Soul Eater - Perfect Edition.